# لاري سميث (صحفي)
لاري سميث (بالإنجليزية: Larry Smith) هو محرر وصحفي ومؤلف أمريكي، ولد في 17 سبتمبر 1968 في نيوجيرسي في الولايات المتحدة.